# Münze Österreich
Münze Österreich, neboli Rakouská mincovna, patří mezi přední světové mincovny. Razí všechny oběžné mince Rakouska a prestižní sběratelské mince a medaile.

## Historie
Historie této mincovny sahá 800 let do historie. V roce 1194 rakouský a štýrský vévoda Leopold V. Babenberský zajal poblíž Vídně anglického krále Richarda I. Lví srdce, který se vracel do Anglie z třetí křížové výpravy. Jako výkupné za své propuštění tehdy Richard I. vyplatil Leopoldovi 100 000 hřiven stříbra. Leopold V. se rozhodl z poloviny této kořisti vyrazit mince.
O 200 let později je mincovna poprvé zmiňována v historických pramenech. Nejlépe jsou zmapovaná místa, kde se nacházela a doposud nachází – nejprve se nacházela v blízkosti Hoher Markt, později na ulici Wollzeile a v zimním paláci prince Eugena v Himmelpfortgasse. V první polovině 19. století byla mincovna přesunuta na ulici Am Heumarkt v centru Vídně, kde se nachází doposud.
Během existence mincovny se zde využívalo nepřeberné množství způsobů ražby. Do 16. století se například využívalo k ražbě kladivo, následoval válcový, kolébkový a šroubový lis. Od roku 1830 až do současnosti se používá k ražbě prstencový mincovní lis, který je v současnosti schopný vyrazit až 750 mincí za minutu.
V průběhu let vzniklo v Rakousku ještě několik dalších mincoven – například v Grazu, Kremsku, Salcburku či Innsbrucku. V roce 1918, kdy se začala formovat Rakouská republika, vídeňská mincovna se stala hlavní mincovnou pro Rakousko. A tento status jí patří doposud.

## Současná produkce
Mince z této mincovny jsou vyhledávané investory a sběrateli po celém světě. Jedna z nejvíce mezinárodně uznávaných mincí rakouské mincovny je mince Maria Theresa Taler. Vznikla v roce 1780, kdy tato císařovna zemřela. V současnosti se jedná o nejslavnější stříbrnou minci na světě a také minci s vyraženým největším počtem kusů.
Známou mincí je také zlatá investiční mince s názvem Wiener Philharmoniker.
Münze Österreich mimo jiné také dodává investiční zlaté slitky, které pro ni vyrábí rafinerie Argor-Heraeus S. A., jejíž čtvrtinový podíl taktéž vlastní.